# PCグリーンラベル
PCグリーンラベル（ピーシーグリーンラベル）は、環境配慮型パソコンを購入する際の目安となる目印である。
環境ラベリング制度の1つ。2001年にパソコンメーカーの団体である社団法人電子情報技術産業協会の自主的取り組みとして、提案された。

## 使用基準
1. 「環境配慮型パソコン」を設計・製造できるように企業体制面での整備がなされていること
2. 適切な情報提供ができる体制がとれていること
3. 環境に配慮した設計・製造がなされていること
4. 3R（リデュース・リユース・リサイクル）に配慮した設計・製造がなされていること

上記の基準に適合し、電子情報技術産業協会の審査を受けて合格した企業だけが添付できる。